# Henrik Asheim
Henrik Asheim (sinh ngày 21 tháng 8 năm 1983) là một chính khách Đảng Bảo thủ người Na Uy. Ông là lãnh đạo Đảng Bảo thủ Thanh niên Na Uy từ năm 2008 đến năm 2012 và là Bộ trưởng Bộ Giáo dục Đại học từ năm 2020 đến năm 2021. Ông cũng là nghị sĩ quốc hội cho khu vực Akershus từ năm 2013 và là phó lãnh đạo thứ nhất của đảng từ năm 2022.

## Sự nghiệp chính trị

### Bảo thủ Thanh niên
Năm 2007, Asheim được bầu vào hội đồng thành phố Bærum. Ông từng là lãnh đạo Đảng Bảo thủ Thanh niên Na Uy cánh tả từ năm 2008 đến năm 2012. Trước đây anh từng là phó lãnh đạo của đảng này.

### Quốc hội
Trong cuộc tổng tuyển cử năm 2013, ông được bầu vào Stortinget cho khu vực Akershus. Trong Stortinget, ông là thành viên Ủy ban Thường trực về Giáo dục, Nghiên cứu và Các vấn đề Giáo hội. Anh tái đắc cử vào năm 2017 và 2021.
Sau thất bại của nội các Solberg trong cuộc bầu cử năm 2021, Asheim trở thành người phát ngôn của Đảng Bảo thủ về chính sách lao động và xã hội.

### Bộ trưởng Chính phủ

#### Quyền bộ trưởng giáo dục
Asheim từng là quyền Bộ trưởng Bộ Giáo dục và Nghiên cứu trong Nội các Solberg từ tháng 9 đến tháng 11 năm 2017, trong thời gian Torbjørn Røe Isaksen nghỉ làm cha mẹ.

#### Bộ trưởng Bộ Giáo dục Đại học
Asheim được bổ nhiệm làm bộ trưởng giáo dục đại học vào ngày 24 tháng 1 năm 2020 sau khi Đảng Progres rút khỏi chính phủ.
Sau khi các kỳ thi bị hủy bỏ cho học kỳ 2020-21, Asheim đề xuất các giải pháp thay thế để vẫn có nó, đặc biệt là các kỳ thi vấn đáp qua Skype hoặc các kỳ thi viết tại nhà.
Vào ngày 5 tháng 11, Asheim đã thông báo tóm tắt cho các hiệu trưởng và lãnh đạo của các trường đại học và cao đẳng về các biện pháp COVID-19 mới trong giáo dục đại học. Một trong những biện pháp đó bao gồm đề xuất sử dụng nhiều hơn các bài học kỹ thuật số. Ông bày tỏ rằng ngành dường như coi trọng đại dịch và cố gắng hết sức để hạn chế sự lây lan của vi rút trong xã hội.
Vào tháng 3 năm 2021, Asheim đề xuất sửa đổi Đạo luật Đại học và Cao đẳng sau nhiều báo cáo về việc đối xử bất công với sinh viên từ các nhân viên. Ông cũng thông báo rằng hành động đầu tiên của chính phủ là làm rõ các quy định đối với các trường đại học và cao đẳng, trước khi xem xét những gì có thể được cải thiện. Asheim nói thêm rằng một phiên điều trần để sửa đổi sẽ nhanh chóng được lên lịch.
Khi một đoạn băng ghi âm của một giáo sư Ba Lan bị rò rỉ, nơi ông nói rằng Đại học Y Gdańsk có thể hưởng lợi từ việc báo cáo sai sự thật về sinh viên trượt, Asheim đã kêu gọi các nhà chức trách Ba Lan làm rõ vấn đề sau khi các sinh viên Na Uy báo cáo vụ việc. Giáo sư cuối cùng đã bị sa thải vào cuối tháng (tháng 3 năm 2021), và Asheim khen ngợi trường đại học đã hành động nhanh chóng.
Sau những cuộc gọi từ các sinh viên bày tỏ rằng các kỳ thi nên được cải thiện hoặc bãi bỏ, Asheim đã đưa ra phản đối vào tháng Sáu. Ông không nói rõ chính phủ sẽ làm gì để cải thiện các kỳ thi, nhưng bày tỏ rằng nên có sự thay đổi trong các kỳ thi.  Ông cũng bày tỏ hy vọng các cán bộ và sinh viên sẽ tìm thấy điểm chung để cùng nhau cải thiện kỳ thi.

## Đời tư
Asheim công khai là người đồng tính. Ông hiện đang có mối quan hệ với Simon Stisen, người mà ông gặp vào tháng 7 năm 2021.